# Grupa generała Stefana Suszyńskiego
Grupa generała Stefana Szuszyńskiego – związek taktyczny Wojska Polskiego z okresu wojny polsko-bolszewickiej.

## Struktura organizacyjna
Skład w sierpniu 1920:
- dowództwo grupy operacyjnej
- Grupa pułkownika Jerzego Ferek-Błeszyńskiego
- 8 Brygada Jazdy
- Grupa pułkownika Andrzeja Kopy
- Grupa pułkownika Władysława Obuch-Woszczatyńskiego